# Grad Rifnik
Grad Rifnik (nemško Raicheneck, Reichenekk, Reichenegg) je srednjeveški grad, katerega mogočne razvaline ležijo na strmem skalnatem pomolu na severnem pobočju istoimenskega hriba južno od naselja Šentjur, nad domačijo Koroščevih. Grad se prvič omenja leta 1281. Zapisan kot krška posest se omenja 1326 kot "vest Reichenekk". Starejša literatura piše o Rifniških vitezih (sprva krški, pozneje celjski vazali), ki naj bi prišli na začetku 13. stoletja, a jih novejši zgodovinarji ne upoštevajo.

## Zgodovina
V fevdu so ga imeli Žovneški do leta 1281, ko se mu je odpovedal Gebhard III. Žovneški in so upravitelji postali vitezi Ploštajnski. Leta 1326 se omenja kot »vest Reichenekk« v listini, ki priča, da je Viljem Vrbovški ob poroki s hčerko Leopolda Ploštajnskega (Blomenstein) dobil stolp pri Rifniku. Od leta 1359 so imeli grad v fevdu Celjski grofje, ki so ga leta 1400 dobili v last od krških škofov. Martin II. Rifniški je stopil v službo Celjskih grofov, ki so mu grad podelili v najem. Hči Martina II. Rifniškega, Katarina Fürstenfelder je leta 1404 dobila več krških fevdov. Leta 1426 prodala polovico gradu, katerega je podedovala od svoje nečakinje Beatrix,  Erazmu Liechtenbergerju, grajskemu upravitelju celjskih grofov. Ko je Liechtenberger umrl, so posest delili, rifniško gospoščino pa so leta 1456 dobili neposredno od krškega škofa njegovi sinovi. Po smrti zadnjega Liectenbergerja Franca so grad leta 1541 podedovali njegovi sorodniki Sauraui, ostala dediščina pa je prišla v druge roke. Gospoščina se je v naslednjem stoletju  povsem razdrobila, njen največji del pa je prešel na Blagovno (Reifenstein) pri Šentjurju.
Med letom 1403 in 1458 je večkrat omenjen dvor pod grajskim hribom, ki je obsegal šest domcev in mlin in ga je leta 1418 imel Mert Rifniški.
Ljudsko izročilo pravi, da so grad leta 1635 opustošili uporni kmetje, vendar to ni dokumentirano. Vendar so ga v drugi polovici 17. stoletja že opustili, saj je na upodobitvi v Vischerjevi topografiji večidel že razkrit.
Nekateri viri pišejo, da so bile nekdaj na gradu Rifnik ječe, kamor so zapirali uporniške kmete (podložnike) in ostale kaznjence, ki so čakali na nadaljnjo usodo.

## Opis
Grad ima gotsko zasnovo, ki je nastala z dodajanjem novih sestavin k starejšemu, verjetno romanskemu poslopju. Nekateri zidovi segajo še do prvotne višine. Jedro je obsegalo večnadstropni stanovanjski stolp in manjše peterokotno dvorišče. V zidovih je ohranjenih več originalnih srednjeveških arhitekturnih elementov: gotski portal v drugem nadstropju zahodnega stolpa, okna z značilnimi obstenskimi sedeži, stare svetlobne line, ipd. Renesančne prezidave, ki niso bile tako trdne kot srednjeveške, danes komaj še prepoznamo. Srednjeveško jedro je danes v osnovi še vedno vidno. Tik pod vrhnjima nadstropjema je stolpa obtekal lesen zunanji obrambni hodnik, ki se ni ohranil, na zahodnem stolpu so vidne odprtine, v katerih so nekdaj ležali leseni nosilci hodnikov.
Grajski prostor so z leti daljšali, zgodaj so zazidali prvotno dvorišče, kasneje pa so poslopja razširili predvsem proti zahodu. Na severni strani leži strma skalnata vzpetina, na južni pa visok skalni pomol.